# Magdalena Lundblad
Magdalena Lundblad född 10 april 1753 i Tibble i Stockholms-Näs socken (Kungsängens församling), död 20 februari 1786 i Stockholm, var en svensk ballerina som var aktiv vid den Kungliga Baletten vid Operan i Stockholm mellan 1773 och 1786.  

## Biografi
Magdalena Lundblad var dotter till gästgivaren Nils Lindblad och Anna Christina Dubois. Hennes bror Fredric Ulric nämns 1775 som figurant vid Kungliga Operan. 
År 1770 anges hon som "Dansseus wid Kongl. Franska Comedie Tropp." Lundblad nämns vid sidan av Charlotte Slottsberg som en av kanske endast två inhemska dansare, som ingick i Kungliga balettens första trupp vid balettens grundande år 1773. I övrigt bestod truppen främst av franska dansare från Sällskapet Du Londel. Detta gör henne till en av Sveriges allra första yrkesdansare inom baletten. 
Hon nämns också som en framstående ballerina under 1770-talet och 1780-talet, en tid då den svenska baletten annars dominerades av utländska artister. År 1780 beskriver direktör Carl von Fersen Magdalena Lundblad och Charlotte Slottsberg som verkligt lovande talanger som kunde bli ännu mer fullkomliga med mer träning, och som de enda svenska dansare i Kungliga Baletten som kunde ersätta premiärdansösen Elisabeth Soligny: de var år 1781 de enda second dansöserna i baletten.      
Hon avled i cancer. 